# Grace Hopper

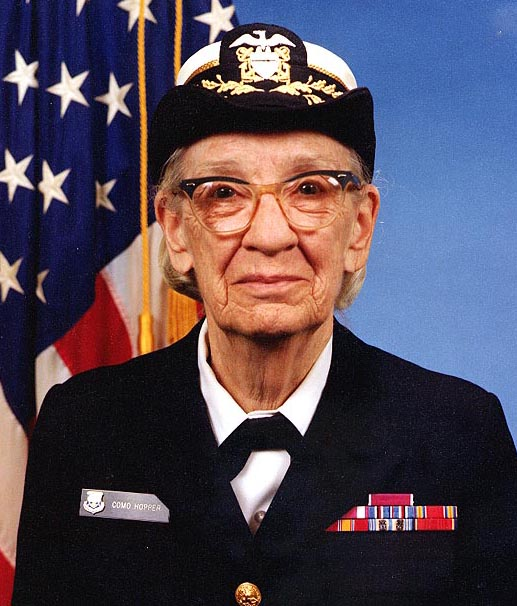
Commodore Grace Hopper
Officieel portret van de U.S. Navy, 20 januari 1984

Grace Brewster Murray Hopper (New York, 9 december 1906 - Arlington (Virginia), 1 januari 1992) was een Amerikaans wiskundige, pionierend informaticus, natuurkundige en officier (Rear Admiral) van de Amerikaanse marine. Zij heeft onder andere de eerste programma's voor de Mark I Calculator en de eerste echte compiler voor een programmeertaal op haar naam staan.

## Levensloop
Hopper behaalde haar bachelor in de wiskunde en in de natuurkunde aan het Vassar College in 1928; tijdens haar studie werd ze opgenomen in de academische sociëteit ΦΒΚ (Phi-Beta-Kappa) vanwege haar wetenschappelijke talenten. Ze studeerde verder te Yale en behaalde in 1930 haar master in dezelfde twee richtingen. In 1934 werd ze de eerste vrouw in de Verenigde Staten die promoveerde in de wiskunde. Haar dissertatie droeg de titel New Types of Irreducibility Criteria en betrof tot dan toe onbekende criteria van irreducibiliteit. Vanaf 1931 gaf Hopper ook les in wiskunde te Vassar; tegen 1941 was ze daar universitair hoofddocent.
In 1943 trad ze toe tot de U.S. Naval Reserve en werd gestationeerd in het onderzoekslaboratorium voor computertoepassingen. Daar werkte ze samen met Howard Aiken aan de Mark I Calculator. Ze was de eerste persoon die er ooit een programma voor schreef. Tegen het einde van de oorlog zwaaide ze af bij de marine, maar bleef werken aan de ontwikkeling van de Mark II en Mark III Calculator-machines.
In 1949 ging ze werken voor de Eckert-Mauchly Computer Corporation, waar ze aan boord kwam net op het moment dat dit bedrijf bezig was aan de UNIVAC I. Ze werd op dat project bijgeschakeld. Begin jaren 50 werd het bedrijf overgenomen door de Remington Rand Corporation en ze was bij hen in dienst toen ze haar eerste werk op het gebied van compilers publiceerde. Haar compiler heette de A compiler, met als eerste versie A-0. Latere edities werden op de markt gebracht onder de namen ARITH-MATIC, MATH-MATIC en (vooral) FLOW-MATIC.
Enige tijd later keerde ze terug bij de marine, waar ze tewerkgesteld werd om validatiesoftware te schrijven voor de nieuwe programmeertaal COBOL. De COBOL-definitie werd vastgesteld door het CODASYL-comité, maar was feitelijk een uitbreiding van Hoppers FLOW-MATIC met een aantal zaken uit de COMTRAN-taal (het FLOW-MATIC equivalent van IBM). Ondanks de omkleding met comités en allerhande andere officieelheden, staat het toch vast dat het Hoppers idee was dat een computer geprogrammeerd kon worden in een taal die leek op een natuurlijke taal zoals Engels en niet in machinetaal of iets dat daar sterk op leek (zoals de assemblers die in die tijd gebruikt werden). Het is zeker ook verdedigbaar om te stellen dat COBOL geheel op haar filosofie en inzichten gebaseerd was.
Hopper zwaaide weer af bij de National Reserve in 1966, met de rang van commander. In augustus 1967 werd ze echter weer in actieve dienst teruggeroepen voor een periode van zes maanden – die later omgezet werden in een aanstelling voor onbepaalde duur. In 1973 werd ze door admiraal Elmo R. Zumwalt Jr. bevorderd tot captain.
Gedurende de jaren 70 verrichtte ze onderzoek naar gestandaardiseerd testen van computers, voornamelijk voor programmeertalen en met name gericht op (uiteraard) COBOL en FORTRAN. Het testprogramma van de marine voor de mate waarin programma's de standaarden in deze talen volgden, leidde tot een grote convergentie van de verschillende dialecten van programmeertalen zoals die door commerciële partijen aangeboden werden. Deze testseries (en ook het beheer ervan) werden in de jaren 80 overgenomen door het National Bureau of Standards, nu het NIST geheten.
In maart 1983 verscheen Hopper op televisie in het programma 60 Minutes. Daar werd ze opgemerkt door Philip Crane, lid van het Amerikaanse Huis van Afgevaardigden. Hij diende een motie in bij het Huis om president Ronald Reagan te bewegen haar te bevorderen tot commodore, hetgeen ook gebeurde bij Speciaal Besluit van de Bevelvoerder. In 1985 werd deze rang omgezet in Rear Admiral (lower half). In 1986 zwaaide ze (onvrijwillig) af bij de marine.
Ze werd toen aangenomen als senior consultant bij Digital Equipment Corporation, een aanstelling die ze de rest van haar leven behield. Haar voornaamste activiteit in deze baan was als een soort "goodwill ambassadeur". Ze werd het lezingen-circuit opgestuurd en hield speeches over het prille begin van computers, haar carrière en over wat computerbouwers zouden kunnen doen om het leven van hun gebruikers te vergemakkelijken. Ze bezocht het grootste deel van Digitals R&D-faciliteiten en kreeg normaal gesproken een staande ovatie na haar lezing. Bij deze gelegenheden verscheen ze altijd in uniform, in groot tenue.
Grace Hopper overleed op 85-jarige leeftijd op nieuwjaarsdag 1992 en werd met militaire eer begraven op het Arlington National Cemetery. Tot die tijd woonde ze in Arlington (Virginia). Aan South Joyce Street, tegenover haar woning, ligt een klein parkje dat tegenwoordig beheerd wordt door Arlington County: het Grace Murray Hopper Park.

## Prijzen en andere toekenningen
- 1969 – Hopper wint de eerste "man of the year" award van het Data Processing Management Association.
- 1971 – De Association for Computing Machinery stelt de "Grace Murray Hopper Award for Outstanding Young Computer Professionals" in.
- 1973 – Hopper wordt als eerste Amerikaan en als eerste vrouw van enige nationaliteit een Distinguished Fellow of the British Computer Society.
- 1986 – Ontvangt bij haar afzwaaien de Defense Distinguished Service Medal.
- 1987 – Ontvangt de Fellow Award van het Computer History Museum.[1]
- 1991 – Ontvangt de National Medal of Technology.
- 1996 – Tewaterlating van de naar haar vernoemde USS Hopper.
- 2016 – Ontvangt postuum de Presidential Medal of Freedom.

## Decoraties
- Defense Distinguished Service Medal
- Meritorious Service Medal (United States)
- Legioen van Verdienste
- American Campaign Medal
- World War II Victory Medal
- National Defense Service Medal
- Armed Forces Reserve Medal met twee Hourglass Devices
- Naval Reserve Medal

## Loopbaan bij de US Naval Reserve
- Midshipman: 4 mei 1944[2]
- Lieutenant (junior grade): 27 juni 1944[2]
- Lieutenant: 1 juni 1946[2]
- Ontheven van actieve dienst: 7 augustus 1946[2]
- Lieutenant Commander: 1 april 1952[2]
- Commander: 1 juli 1957[2]
- Gepensioneerd met behoud van loon: 31 december 1966[2]
- Terug in actieve dienst: 1 augustus 1967[2]
- Captain: 2 augustus 1973[2]
- Rear Admiral (lower half): 1983[2]
- Tweede pensionering: 14 augustus 1986[2]

## Anekdotes
Tijdens haar loopbaan was Hopper een graag geziene spreekster bij allerlei gebeurtenissen rond computers. Ze stond bekend om haar levendige en ietwat boude spreekstijl en ook om haar eindeloze schat aan 'wapenfeiten' uit de vroege dagen van de computer.

De fameuze bug in de computer

- Tijdens haar werk aan de Mark II te Harvard, vonden haar collega's een mot in de relais van de machine, die de operatie van de machine verhinderde. Zij merkte toen op dat ze de machine aan het 'debuggen' waren. Hoewel deze term niet met zekerheid aan haar toegeschreven kan worden, is zij wel degene die hem populair gemaakt heeft. De resten van de mot zijn overigens nog te bewonderen, ingeplakt in het logboek van het team dat bewaard wordt in het Naval Surface Weapons Center.
- Hopper is beroemd vanwege haar visuele hulpstuk om de nanoseconde te illustreren. Ze kreeg tijdens haar loopbaan vaak de vraag (van generaals, admiraals en dergelijke) waarom de communicatie per satelliet zo lang duurt. Daarop begon ze stukjes touw uit te delen van net iets minder dan dertig centimeter lengte, de afstand die licht in een nanoseconde aflegt. Ze gebruikte hetzelfde middel om uit te leggen waarom computers klein moeten zijn om snel te zijn, waarbij ze haar kleine nanoseconde vaak contrasteerde met een stuk touw van ongeveer 300 meter, de 'lengte' van een microseconde.
- De term EAFP (Easier to Ask for Forgiveness than Permission) is een uitspraak van Hopper. Deze uitspraak wordt als programmeermethode toegepast in o.a. Python

## Overlijdensberichten
- Betts, Mitch (Computerworld 26: 14, 1992)
- Bromberg, Howard (IEEE Software 9: 1-3-104, 1992)
- Danca, Richard A. (Federal Computing Week 6: 26-27, 1992)
- Hancock, Bill (Digital Review 9: 40, 1992)
- Power, Kevin (Government Computer News 11: 70, 1992)
- Sammet, Jean E. (Communications of the ACM 35: 128-132, 1992)
- Weiss, Eric A. (IEEE Annals of the History of Computing 14: 56-58, 1992)

- Association for Computing Machinery: 81100172438
- Bibsys: 98034489
- Bibliothèque nationale de France: cb16228841g (data)
- DBLP: 51/3005
- Gemeinsame Normdatei: 121579948
- International Standard Name Identifier: 0000 0001 1034 9992
- Library of Congress Control Number: n83175996
- Mathematics Genealogy Project: 15664
- Nationale Bibliotheek van Tsjechië: jx20100825003
- Nationale bibliotheek van Australië: 36506213
- Nationale Bibliotheek van Israël: 987007379312505171
- Nationale Bibliotheek van Polen: a0000002355348
- Nederlandse Thesaurus van Auteursnamen: 324982577
- SNAC: w6nt1htb
- Système universitaire de documentation: 079152783
- Semantic Scholar: 49493597
- Trove: 1262981
- Virtual International Authority File: 873229
- WorldCat: E39PBJxRJ4KkDxVJVCHXRQWxDq